# Parker Pyne na tropie
Parker Pyne na tropie (ang. Parker Pyne Investigates) - wydany w 1934 roku zbiór dwunastu opowiadań Agathy Christie, których głównym bohaterem jest Parker Pyne. Niegdyś Parker Pyne opracowywał dane statystyczne dla rządu, ale po przejściu na emeryturę postanowił wykorzystać nabytą wiedzę, aby uszczęśliwiać ludzi oraz rozwiązywać ich problemy. Swoje usługi reklamuje w gazetach anonsem następującej treści: CZY JESTEŚ SZCZĘŚLIWY? JEŻELI NIE, ZASIĘGNIJ RADY PANA PARKERA PYNE'A, 17 RICHMOND STREET.
W większości prowadzonych spraw wspierają go urocza Madeleine de Sara oraz przystojny Claude Luttrell. W opowiadaniach pojawia się również panna Felicity Lemon, obecnie sekretarka Parkera Pyne'a, która w przyszłości zatrudni się u Herkulesa Poirota, oraz pani Ariadna Oliver, popularna pisarka i znajoma Poirota.

## Opowiadania
- Sprawa żony w średnim wieku (tytuł oryginału: The Case of the Middle-aged Wife)

Do Parkera Pyne'a przychodzi pani Packington i prosi go o pomoc w sprawie męża romansującego z sekretarką.
- Sprawa niezadowolonego żołnierza (The Case of the Discontented Soldier)

Powróciwszy do Londynu ze służby w Afryce, major Wilbraham narzeka na nudę. Parker Pyne obiecuje temu zaradzić. W opowiadaniu występuje pani Ariadna Oliver.
- Sprawa zrozpaczonej damy (The Case of the Distressed Lady)

U detektywa zjawia się pani Daphne St John i prosi o pomoc w dyskretnym zwróceniu pierścionka z diamentem, który w wyniku kłopotów finansowych ukradła znajomej, lady Dortheimer.
- Sprawa nieszczęśliwego męża (The Case of the Discontented Husband)
- Sprawa urzędnika z City (The Case of the City Clerk)
- Sprawa bogatej wdowy (The Case of the Rich Woman)
- Czy masz wszystko, czego pragniesz? (Have You Got Everything You Want?)
- Wrota Bagdadu (The Gate of Baghdad)
- Dom w Szirazie (The House at Shiraz)
- Drogocenna perła (The Pearl of Price)
- Śmierć na Nilu (Death on the Nile)
- Wyrocznia delficka (The Oracle at Delphi)